# 羅塔赫河 (伊薩爾河支流)
47°50′22″N 11°30′38″E / 47.839576°N 11.510575°E

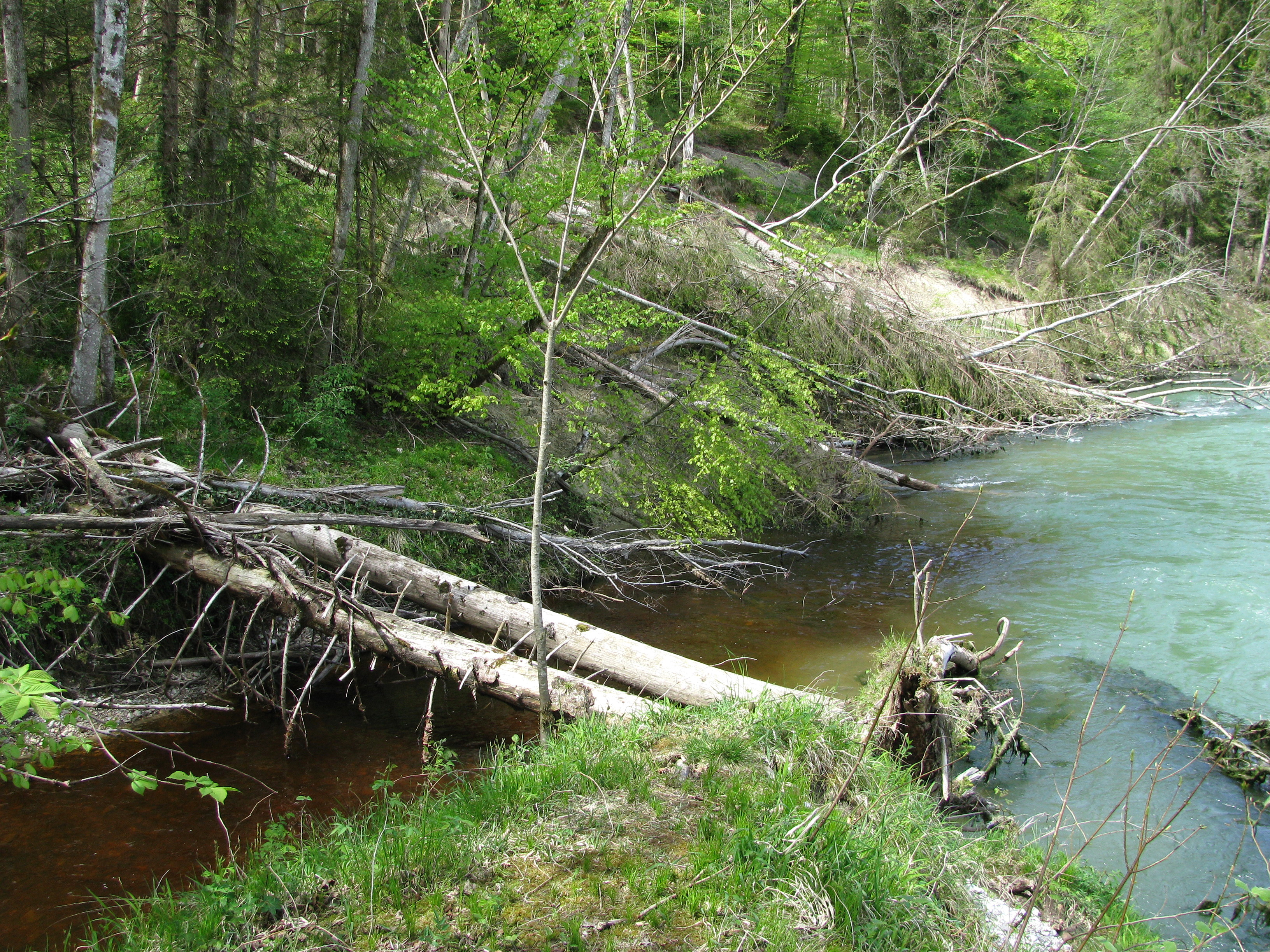

羅塔赫河是德國的河流，位於該國東南部，由巴伐利亞負責管轄，屬於伊薩爾河的左支流，河道全長13.1公里，流域面積21.6平方公里。